# 王慶雲
王 慶雲（おう けいうん、Wang Qingyun、1798年 - 1862年）は、清の官僚。字は雁汀。福建省閩侯県出身。
1829年に進士となり、庶吉士に選ばれ、編修となった。侍読学士、通政副使、詹事、戸部侍郎、陝西巡撫などを歴任した。1854年、太平天国軍が河南省に進出すると潼関の防衛に当たった。王慶雲は財政に明るく、以前よりさまざまな財政安定策を上奏していたが、山西巡撫に転任となると塩政改革で成果を上げた。また河南省で捻軍の活動が活発になると山西省から援軍を派遣した。1857年に四川総督に昇進し、貴州省の号軍や雲南省から四川省に侵入した李永和・藍朝鼎の蜂起軍と戦った。1859年、両広総督に転任となったが病のために赴かなかった。1861年、同治帝が即位すると左都御史、さらに工部尚書に任命された。死後、文勤の諡号を贈られた。